# Platanthera longicalcarata
Platanthera longicalcarata är en orkidéart som beskrevs av Bunzo Hayata. Platanthera longicalcarata ingår i släktet nattvioler, och familjen orkidéer. Inga underarter finns listade i Catalogue of Life.